# Carangopsis
Carangopsis, rod pretpovijesnih izumrlih riba iz porodice skušovki koja je živjela od ranog do srednjeg eocena

## Vrste
- Carangopsis analis Agassiz, 1835 †
- Carangopsis brevis (Blainville, 1818) †
- Carangopsis dorsalis Agassiz, 1835 †
- Carangopsis latior Agassiz, 1835 †
- Carangopsis maximus Agassiz, 1835 †